# Mozhaisk
Mozhaisk (en ruso: Можа́йск) es una población situada en el óblast de Moscú, Rusia, a 110 km al occidente de la capital, sobre la histórica vía que conduce a Smolensk y a Polonia. En el censo del año 2010 fueron registrados 30.151 habitantes.
Al oeste de Mozhaisk en un pequeño pueblo llamado Borodinó, se llevó a cabo la Batalla de Borodinó, entre el ejército francés, dirigido por Napoleón I y el ejército de Alejandro I de Rusia.

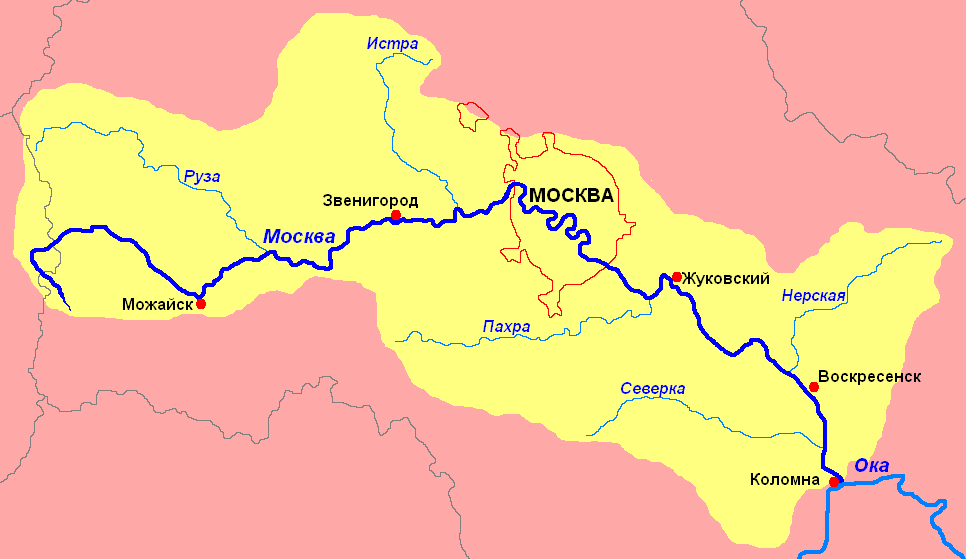
Mapa en ruso del río Moscova (Москва) —afluente del río Oká— en el que aparece a la izquierda Mozhaisk (Можа́йск)

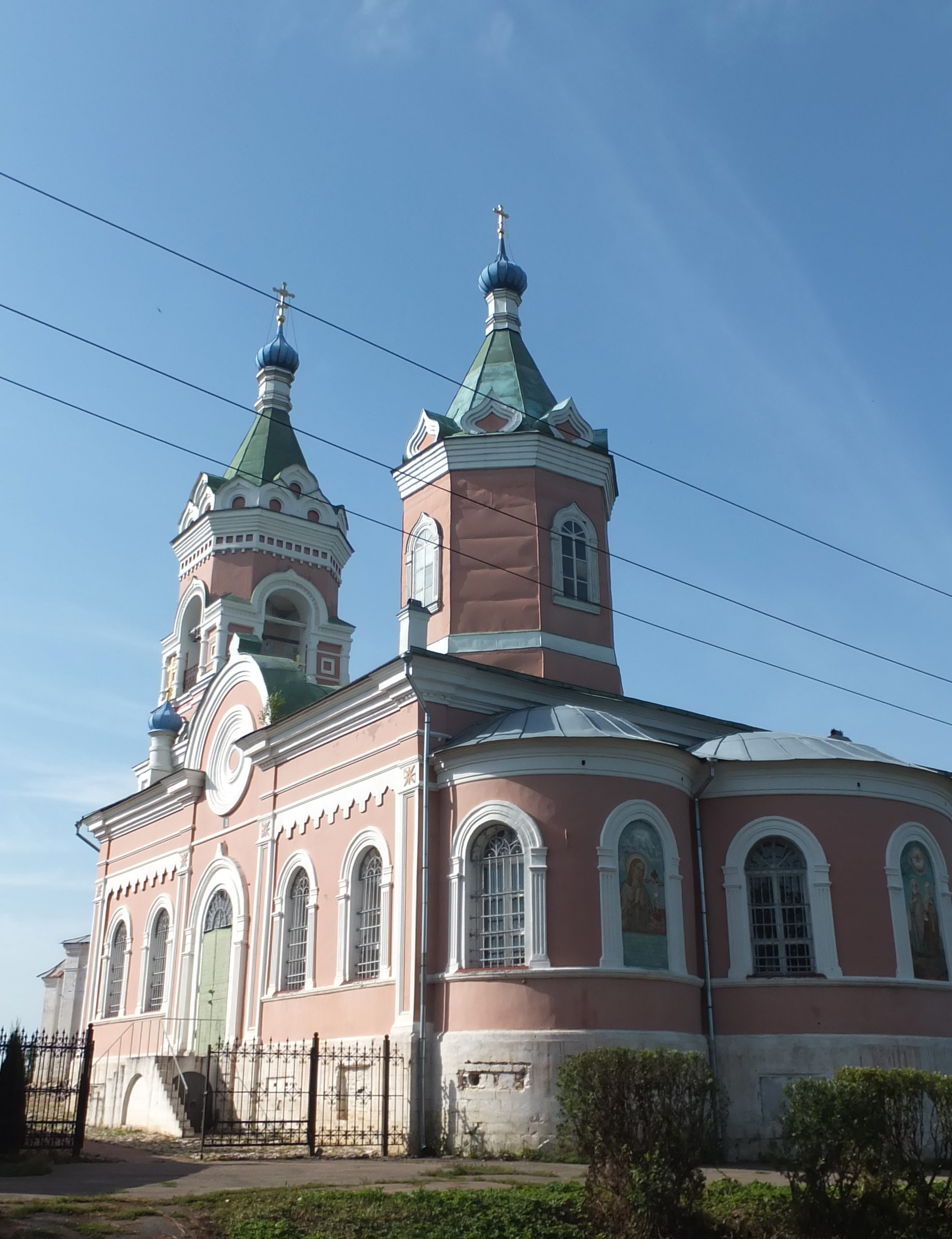
Iglesia de Ioakim y Anna, Mozhaisk

## Población
| 4.800 | 5.100 | 11.800 | 15.700 | 20.300 | 27.100 | 30.700 | 31.200 | 31.459 | 30.888 |

- Datos: Q159139
- Multimedia: Mozhaysk / Q159139